# Senjutsu
Senjutsu è il diciassettesimo album in studio del gruppo musicale britannico Iron Maiden, pubblicato il 3 settembre 2021 dalla Parlophone.

## Registrazione
Il disco è stato registrato presso i Guillaume Tell Studios di Parigi (gli stessi dove fu registrato anche il precedente The Book of Souls) nel 2019, durante una pausa dal Legacy of the Beast World Tour. Il bassista Steve Harris ha affermato che la scelta di ritornare nello studio è stata ampiamente condivisa dal gruppo: 
Il cantante Bruce Dickinson ha invece aggiunto che, una volta ultimato l'album nel corso del 2019, questo è stato ascoltato nella sua interezza dagli Iron Maiden per un paio di volte per poi essere stato archiviato in una cassetta di sicurezza da parte di Harris, fino al momento della sua pubblicazione.

## Descrizione

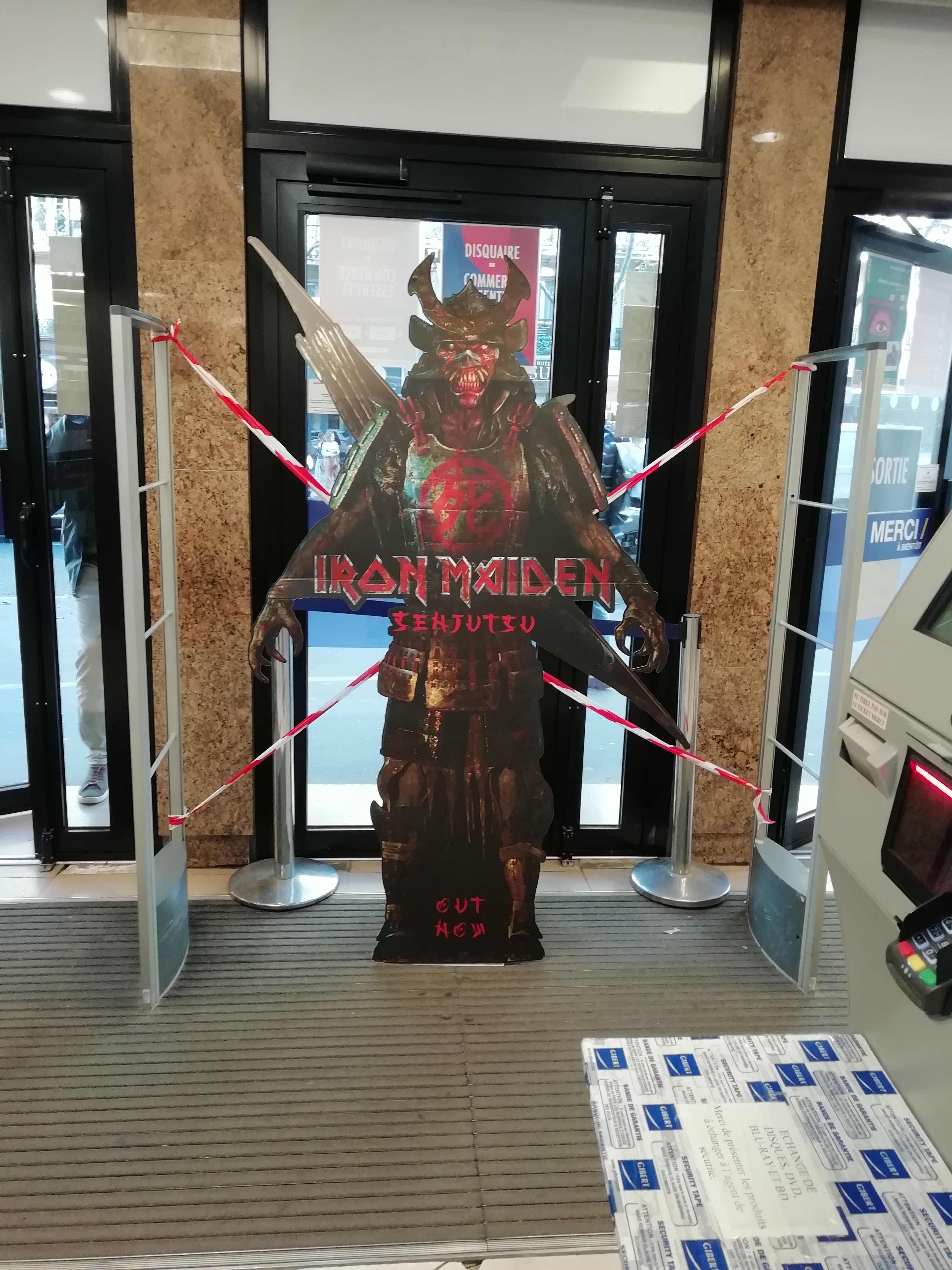
Un cartellone pubblicitario di Senjutsu

L'album rappresenta il secondo doppio disco del gruppo dopo The Book of Souls e si compone di dieci tracce suddivise in due dischi nell'edizione CD e tre in quella LP. Con una durata di circa 82 minuti, si tratta del secondo album più lungo inciso dalla formazione britannica (dietro al sopracitato The Book of Souls), nonché il primo da Powerslave a non contenere alcuna traccia composta dal chitarrista Dave Murray e il primo da Virtual XI a contenere più tracce composte dal solo Steve Harris.
Il 15 luglio il gruppo ha presentato attraverso il loro canale YouTube il video musicale animato del primo singolo The Writing on the Wall, annunciando i vari dettagli legati all'album quattro giorni più tardi. Il 19 agosto 2021 è stato pubblicato il secondo singolo Stratego.

## Tematiche
Bruce Dickinson ha spiegato che una delle tracce da lui composte per il disco, Days of Future Past, sia direttamente ispirata al film Constantine del 2005, con Keanu Reeves. Il personaggio protagonista della canzone, tuttavia, a differenza di John Constantine, non mira ad operare nel mondo terreno per redimersi prima di morire. Il cantante, coautore della canzone insieme al chitarrista Adrian Smith, ha fatto un parallelismo con un altro brano scritto da lui, Flight of Icarus (da Piece of Mind, 1983), pezzo ispirato al mito di Icaro ma in cui l'ottica del racconto viene ribaltata. La traccia che apre il secondo disco, Darkest Hour, è ispirata alla figura di Winston Churchill, ricordata nel brano per la sua decisione di schierarsi nella guerra contro il nazismo ma dipinta anche nelle sue debolezze umane.
Dickinson ha inoltre rivelato che per il video del singolo The Writing on the Wall il gruppo è stato ispirato da quello del singolo Deutschland dei Rammstein.

## Tracce

### CD
CD 1
1. Senjutsu – 8:20 (Adrian Smith, Steve Harris)
2. Stratego – 4:59 (Janick Gers, Steve Harris)
3. The Writing on the Wall – 6:13 (Adrian Smith, Bruce Dickinson)
4. Lost in a Lost World – 9:31 (Steve Harris)
5. Days of Future Past – 4:03 (Adrian Smith, Bruce Dickinson)
6. The Time Machine – 7:09 (Janick Gers, Steve Harris)

CD 2
1. Darkest Hour – 7:20 (Adrian Smith, Bruce Dickinson)
2. Death of The Celts – 10:20 (Steve Harris)
3. The Parchment – 12:39 (Steve Harris)
4. Hell on Earth – 11:19 (Steve Harris)

### LP
Lato A
1. Senjutsu – 8:20 (Adrian Smith, Steve Harris)
2. Stratego – 4:59 (Janick Gers, Steve Harris)
3. The Writing on the Wall – 6:13 (Adrian Smith, Bruce Dickinson)

Lato B
1. Lost in a Lost World – 9:31 (Steve Harris)
2. Days of Future Past – 5:52 (Adrian Smith, Bruce Dickinson)

Lato C
1. The Time Machine – 7:09 (Janick Gers, Steve Harris)
2. Darkest Hour – 7:20 (Adrian Smith, Bruce Dickinson)

Lato D
1. Death of The Celts – 10:20 (Steve Harris)

Lato E
1. The Parchment – 12:39 (Steve Harris)

Lato F
1. Hell on Earth – 11:19 (Steve Harris)

## Formazione
Gruppo
- Bruce Dickinson – voce
- Dave Murray – chitarra
- Adrian Smith – chitarra
- Janick Gers – chitarra
- Steve Harris – basso, tastiera, basso acustico (traccia 10)
- Nicko McBrain – batteria

Produzione
- Kevin "Caveman" Shirley – produzione
- Steve Harris – coproduzione

## Successo commerciale
Senjutsu ha raggiunto il primo posto in classifica in numerosi paesi, quali Belgio, Finlandia, Germania, Italia, Spagna e Svizzera. Tuttavia è diventato il primo album del gruppo a non conquistare la vetta della Official Albums Chart dai tempi di A Matter of Life and Death (2006); negli Stati Uniti d'America è invece il loro lavoro di maggior successo nella Billboard 200, avendo raggiunto il terzo posto e superato The Final Frontier e The Book of Souls, entrambi fermi al quarto posto.

## Classifiche

### Classifiche settimanali
| Classifica (2021)          | Posizione massima |
| -------------------------- | ----------------- |
| Argentina                  | 5                 |
| Australia                  | 3                 |
| Austria                    | 1                 |
| Belgio (Fiandre)           | 1                 |
| Belgio (Vallonia)          | 1                 |
| Canada                     | 5                 |
| Croazia                    | 1                 |
| Danimarca                  | 5                 |
| Finlandia                  | 1                 |
| Francia                    | 2                 |
| Germania                   | 1                 |
| Giappone                   | 10                |
| Grecia                     | 1                 |
| Irlanda                    | 3                 |
| Islanda                    | 7                 |
| Italia                     | 1                 |
| Norvegia                   | 5                 |
| Nuova Zelanda              | 9                 |
| Paesi Bassi                | 2                 |
| Polonia                    | 2                 |
| Portogallo                 | 1                 |
| Regno Unito                | 2                 |
| Regno Unito (rock & metal) | 1                 |
| Repubblica Ceca            | 2                 |
| Slovacchia                 | 4                 |
| Spagna                     | 1                 |
| Stati Uniti                | 3                 |
| Stati Uniti (hard rock)    | 1                 |
| Stati Uniti (rock)         | 1                 |
| Svezia                     | 1                 |
| Svizzera                   | 1                 |
| Ungheria                   | 1                 |

### Classifiche di fine anno
| Classifica (2021) | Posizione |
| ----------------- | --------- |
| Austria           | 20        |
| Belgio (Fiandre)  | 66        |
| Belgio (Vallonia) | 49        |
| Francia           | 94        |
| Germania          | 6         |
| Italia            | 78        |
| Polonia           | 38        |
| Portogallo        | 14        |
| Regno Unito       | 74        |
| Repubblica Ceca   | 6         |
| Slovacchia        | 3         |
| Spagna            | 23        |
| Svizzera          | 7         |
| Ungheria          | 10        |